# Опурчхети
Опурчхети (груз. ოფურჩხეთი) — село в Грузии, на территории Цхалтубского муниципалитета края (мхаре) Имеретия.

## География
Село находится в западной части Грузии, на правом берегу реки Риони, на расстоянии 7 километров к северо-востоку от города Цхалтубо, административного центра муниципалитета. Абсолютная высота — 335 метра над уровнем моря.

## Население
По результатам официальной переписи населения 2014 года, в Опурчхети проживало 719 человек (363 мужчины и 356 женщин). В национальной структуре населения грузины составляли 99,4 %, русские — 0,5 %, армяне — 0,1 %.
| Год  | Население, человек |
| ---- | ------------------ |
| 2002 | 974                |
| 2014 | ↘ 719              |